# Günter Brakelmann
Günter Brakelmann (* 3. September 1931 in Bochum) ist ein deutscher evangelischer Theologe und Soziologe. Von 1972 bis 1996 war er Professor für Christliche Gesellschaftslehre an der Fakultät für Evangelische Theologie der Ruhr-Universität Bochum.

## Leben
Brakelmann studierte Evangelische Theologie, Sozialwissenschaften und Geschichtswissenschaften an der Eberhard-Karls-Universität Tübingen und der Westfälischen Wilhelms-Universität in Münster. Nach seiner Promotion 1959 wurde Brakelmann zunächst Berufsschul- und Studentenpfarrer in Siegen. Von 1962 bis 1968 war er Dozent an der Evangelischen Sozialakademie in Friedewald. 1967 wurde er Wissenschaftlicher Mitarbeiter am Institut für Christliche Gesellschaftslehre der Westfälischen Wilhelms-Universität in Münster, bevor er 1970 zum Direktor der Evangelischen Akademie Berlin berufen wurde. 1972 nahm er einen Ruf auf den Lehrstuhl für Christliche Gesellschaftslehre an der Ruhr-Universität Bochum an. 1985 war er maßgeblich beteiligt an der Gründung des Vereins zur Erforschung der Kirchen- und Religionsgeschichte des Ruhrgebiets.
Brakelmann, der in verschiedenen Gremien der westfälischen Landeskirche, der Evangelischen Kirche in Deutschland und der SPD tätig war, war auch Mitglied verschiedener Gremien des Westdeutschen Rundfunks und des Programmbeirats für das Erste Deutsche Fernsehen.
Seine Forschungsschwerpunkte sind das Verhältnis von Kirche und sozialer Frage seit Beginn des 19. Jahrhunderts, die Geschichte des Antisemitismus und die Geschichte des Widerstandes gegen den Nationalsozialismus.
2020 ist er mit dem Bronzekreuz der Evangelischen Kirche von Westfalen ausgezeichnet worden.

## Familie
Günter Brakelmann ist seit 1958 mit der Lehrerin Ingrid Brust verheiratet. Aus der Ehe gingen drei Töchter hervor.

## Auszeichnungen
- 1986: Bundesverdienstkreuz 1. Klasse durch Kultusminister Hans Schwier
- 2000: Hans-Ehrenberg-Preis der gleichnamigen Gesellschaft und des Evangelischen Kirchenkreises Bochum
- 2003: Großes Bundesverdienstkreuz durch Ministerpräsident Peer Steinbrück
- 2010: Heinrich-Brauns-Preis des Bistums Essen für Verdienste um die Katholische Soziallehre und die christlich-soziale Bewegung
- 2020: Bronzekreuz der Evangelischen Kirche von Westfalen
- 2023: Dorothee Fliess-Preis

## Veröffentlichungen (Auswahl)
- Bochumer Kirche im Luftkrieg 1939–1945. Eine Dokumentation (= Recklinghäuser Forum zur Geschichte von Kirchenkreisen. Band 10). LIT-Verlag, Münster 2020.
- Das Christentum als „Grundlage für die sittliche und religiöse Erneuerung des Volkes“, dargestellt an den Kreisauer „Grundsätzen für die Neuordnung“ vom 9. August 1943. In: Daniel E.D. Müller, Christoph Studt (Hrsg.): „…und dadurch steht er vor Freisler, als Christ und als gar nichts anderes …“. Christlicher Glaube als Fundament und Handlungsorientierung des Widerstandes gegen das „Dritte Reich“ (= Schriftenreihe der Forschungsgemeinschaft 20. Juli 1944 e. V. Band 25), Augsburg 2019, ISBN 978-3-95786-234-1, S. 95–108.
- Die Geschichte des Kirchenkreises Bochum im 19. Jahrhundert (1818–1912). Ein Studien- und Lesebuch (= Recklinghäuser Forum zur Geschichte von Kirchenkreisen. Band 8). LIT-Verlag, Münster 2018.
- Wilhelm Schmidt. Bochumer Pfarrer in dramatischer Zeit. Eine biografische Dokumentation (= Evangelische Perspektiven. Schriftenreihe des Kirchenkreises Bochum. Heft 6), BoD, Norderstedt 2015, ISBN 978-3-7386-4039-7.
- Peter Yorck von Wartenburg. 1904–1944. Eine Biographie. München 2012, ISBN 978-3-406-63019-4.
- Zwischen Mitschuld und Widerstand. Fritz Thyssen und der Nationalsozialismus. Essen 2010, ISBN 978-3-8375-0344-9.
- Helmuth James von Moltke. 1907–1945. Eine Biographie. München 2007, ISBN 978-3-406-55495-7.
- Der Kreisauer Kreis. Chronologie, Kurzbiographien und Texte aus dem Widerstand (= Schriftenreihe der Forschungsgemeinschaft 20. Juli 1944 e. V. Band 3). Münster 2003, ISBN 3-8258-7025-1.
- Antisemitismus. Von religiöser Judenfeindschaft zur Rassenideologie. Hrsg. mit Martin Rosowski, Vandenhoeck und Ruprecht, Göttingen 1989, ISBN 3-525-33560-1.
- Die soziale Frage des 19. Jahrhunderts. 2 Bände. Luther-Verlag, Witten/Ruhr 1962, DNB 119357925. 7. Auflage, Luther-Verlag, Bielefeld 1981, ISBN 3-7858-0042-8.